# Hietalahdentori
Hietalahdentori (en suédois : Sandvikstorget) est une place en bordure de la baie de Hietalahti à Helsinki en Finlande.

## Histoire
La place Hietalahdentori est un marché animé depuis ses débuts, la nourriture était apportée par bateau pour être vendue. Le besoin d'une halle de marché est apparu à la fin du XIXème siècle, alors que l'hygiène était mauvaise et que les denrées alimentaires avaient tendance à se gâter. 
Après l'achèvement de la halle du marché, la vente de tous les produits alimentaires, à l'exception du poisson, a été interdite sur le marché. 
La halle de Hietalahti est immédiatement devenue un centre commercial central et les ventes ont continué jusque dans les années 1970. 
Avec l'introduction des voitures dans les années 1960, la place a commencé à accueillir de plus en plus de places de stationnement. 
Près de la moitié de la surface du marché est constituée d' aires de stationnement.
Au tournant du millénaire, la halle de Hietalahti s'est transformée en salle de vente de produits alimentaires. 
Alors que le commerce du marché et de  la halle s'estompait, la ville décida de transformer la halle en salle de commerce des puces, qui devint très populaire.  
Dans les années 1990, la place a été connue pour sa contrebande d'alcool et de tabac effectuée par des touristes étrangers, ce qui a compliqué le fonctionnement de la halle et la place a reçu le surnom de Punainen Tori (en français : La Place rouge),,.  
La halle est restée une salle de commerce de puces jusqu'au début des travaux de rénovation de la halle en août 2012. 
Début 2013, la halle de Hietalahti a rouvert ses portes en tant que halle alimentaire. 
En 2016-2017, avec les horaires d'ouverture prolongés, de nombreux restaurants, cafés et magasins d'alimentation fonctionnent dans la salle. 
L'été, les restaurants ouvrent des terrasses côté marché.
La brasserie Sinebrychoff était située à côté du marché . Le brassage s'est arrêté après le déménagement de l'usine à Kerava au début des années 1990.

## Description
La place est connue pour la halle de Hietalahti et son marché aux puces ouvert depuis 1906.

### Horaires du marché
Le marché a lieu les jours ouvrés de 6 heures 30 à 18 heures et les samedis de 6 heures 30 à 16 heures.

### Horaires du marché aux puces
Le marché accueille aussi un marché aux puces qui est ouvert de mai à septembre, du lundi au vendredi de 9 heures à 19 heures, les samedis de 8 heures à 16 heures et les dimanches de 10 heures à 16 heures
Le reste de l'année le marché aux puces est ouvert du lundi au vendredi de 9 heures à 17 heures, les samedis de 8 heures à 16 heures et est fermé le dimanche.

## Galerie

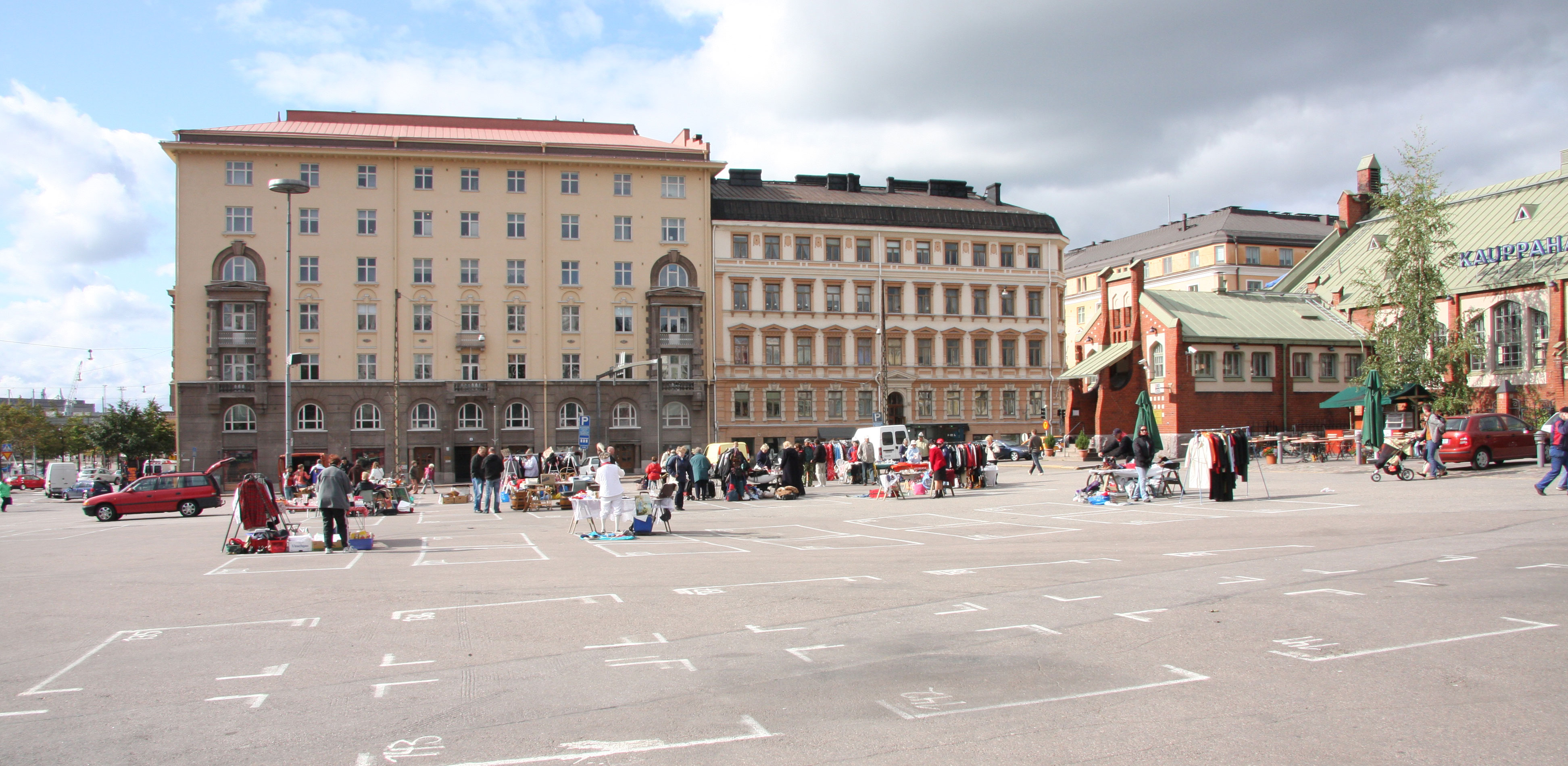
La place Hietalahdentori.
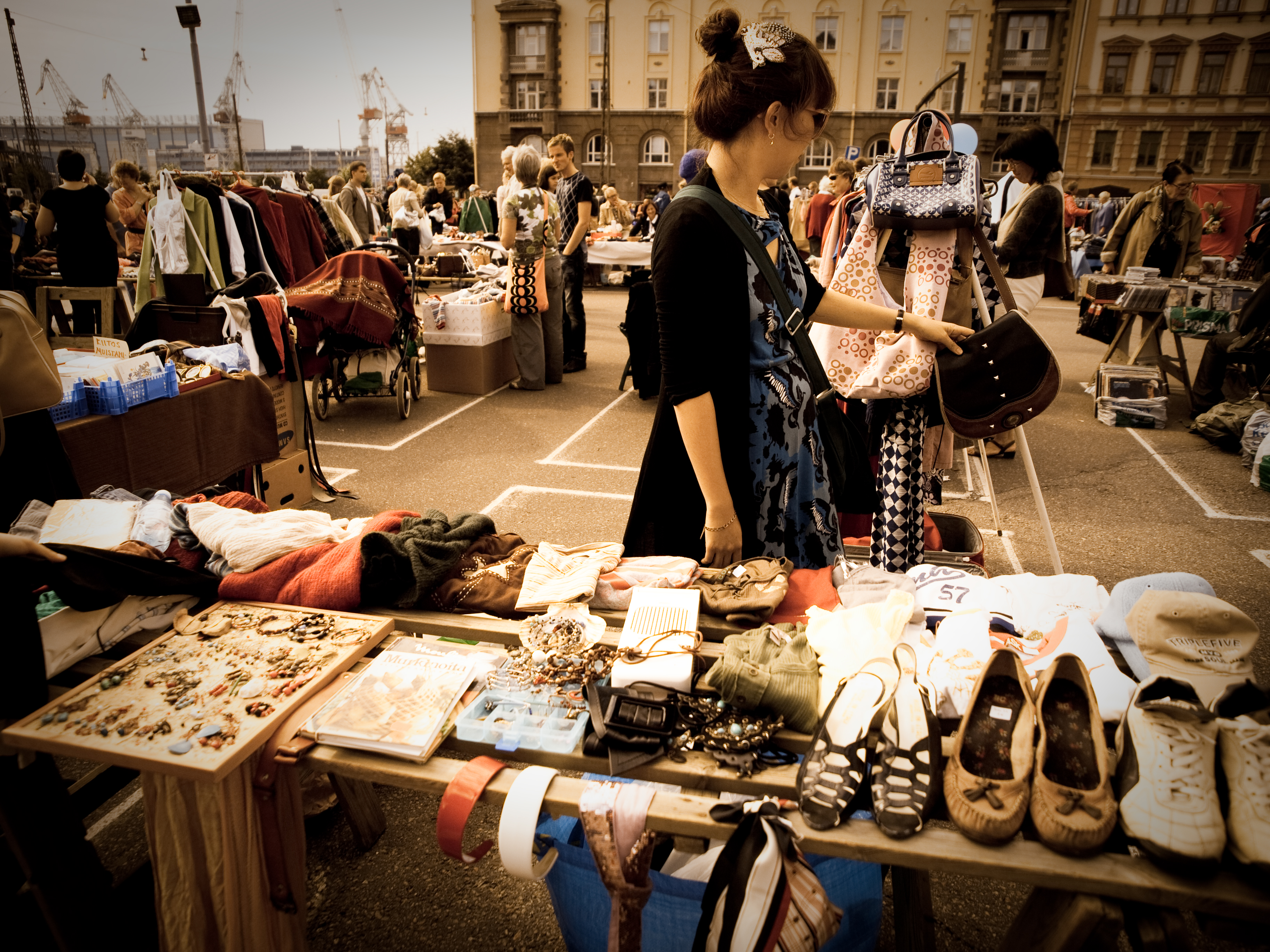
La place Hietalahdentori un jour de marché.

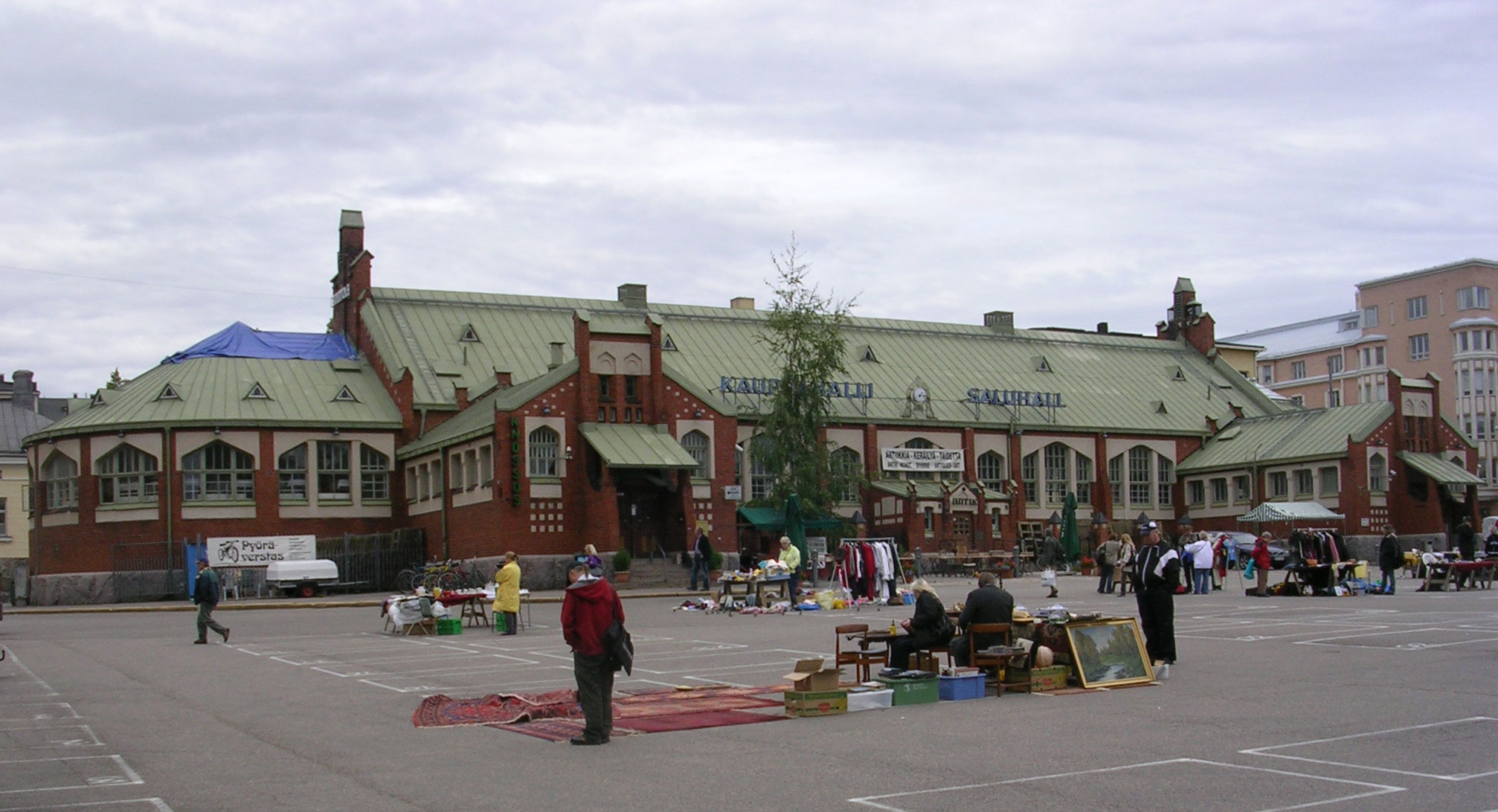
Hietalahden kauppahalli au fond de la place.
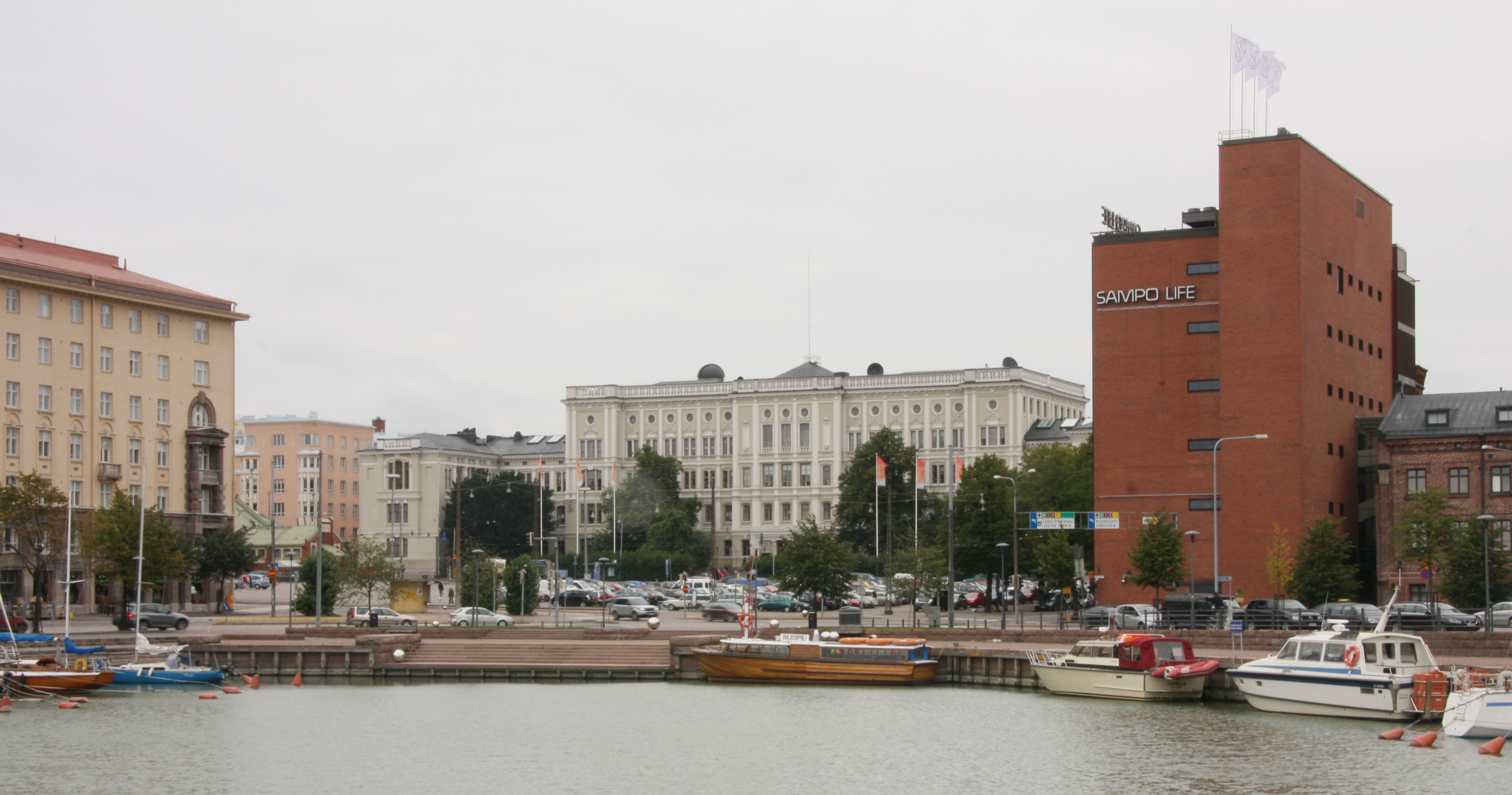
Hietalahdentori vue de la baie de Hietalahti.